# Введенский, Николай Евгеньевич
Николай Евгеньевич Введенский (16 [28] апреля 1852, село Кочково, Вологодская губерния, Российская империя — 16 сентября 1922, село Кочково, Вологодская губерния, РСФСР) — русский физиолог, ученик И. М. Сеченова, основоположник учения об общих закономерностях реагирования возбудимых систем организма.

## Биография
Родился в селе Кочково Вологодской губернии (ныне — дер. Иванищево Междуреченского района, Вологодская область) в семье сельского священника. Отец научил его грамоте и преподал начальные сведения по общеобразовательным наукам.
В 1862 году поступил в Вологодское духовное училище, где проучился 6 лет. В 1868 году поступил в Вологодскую духовную семинарию, где наряду с религиозными дисциплинами изучал также философию, психологию и логику. В 1872 году поступил на юридический факультет Императорского Санкт-Петербургского университета, но уже в октябре того же года перевёлся на естественное отделение физико-математического факультета.
В Санкт-Петербурге познакомился с идеями революционных демократов и принял активное участие в деятельности народнических кружков. Летом 1874 года за пропаганду революционных идей среди крестьян был арестован. Вместе с А. И. Желябовым, С. Л. Перовской и другими был осуждён по политическому Процессу ста девяноста трёх и три года, пока велось следствие, провёл в тюрьме в одиночной камере. В ходе судебного процесса был оправдан и в 1878 году восстановился в университете.
Незадолго до этого профессором физиологии в университете стал И. М. Сеченов. Н. Введенский заинтересовался его лекциями и начал работать в лаборатории под его руководством. В 1879 году окончил университет и далее два года работал лаборантом в зоотомическом кабинете университета, одновременно продолжая исследования в лаборатории Сеченова. В это время он несколько раз ездил за границу, где изучал особенности работы физиологических лабораторий (у Р. Гейденгайна, Э. Дюбуа-Реймона, Г. Кронекера, Э. Ф. Гоппе-Зейлера и Баумана). В 1884 году защитил магистерскую диссертацию по теме «Телефонические исследования над электрическими явлениями в мышечных и нервных аппаратах» и получил звание приват-доцента физиологии. В этом же году начал читать лекции в Санкт-Петербургском университете. Также преподавал физиологию на Высших женских курсах (с 1883 года). В 1887 году защитил диссертацию на степень доктора зоологии, сравнительной анатомии и физиологии. В 1888 году Сеченов переехал в имение своей жены и порекомендовал его на своё место в Санкт-Петербургском университете. Через год Н. Введенский был избран экстраординарным профессором и заведующим созданной Сеченовым в 1888 году физиологической лабораторией.
В 1908 году стал одним из первых профессоров Психоневрологического института, основанного В. М. Бехтеревым, и был избран членом-корреспондентом Петербургской академии наук. В апреле 1917 года в Петрограде по его инициативе был созван первый съезд русских физиологов.
Был первым русским физиологом, вошедшим в состав постоянного международного комитета по созыву физиологических конгрессов. После его смерти на этот пост был избран И. П. Павлов.
Умер в родном селе, куда приехал из Петрограда на время летних каникул (по другим сведениям — из-за тяжёлой болезни); похоронен там же.

### Работы

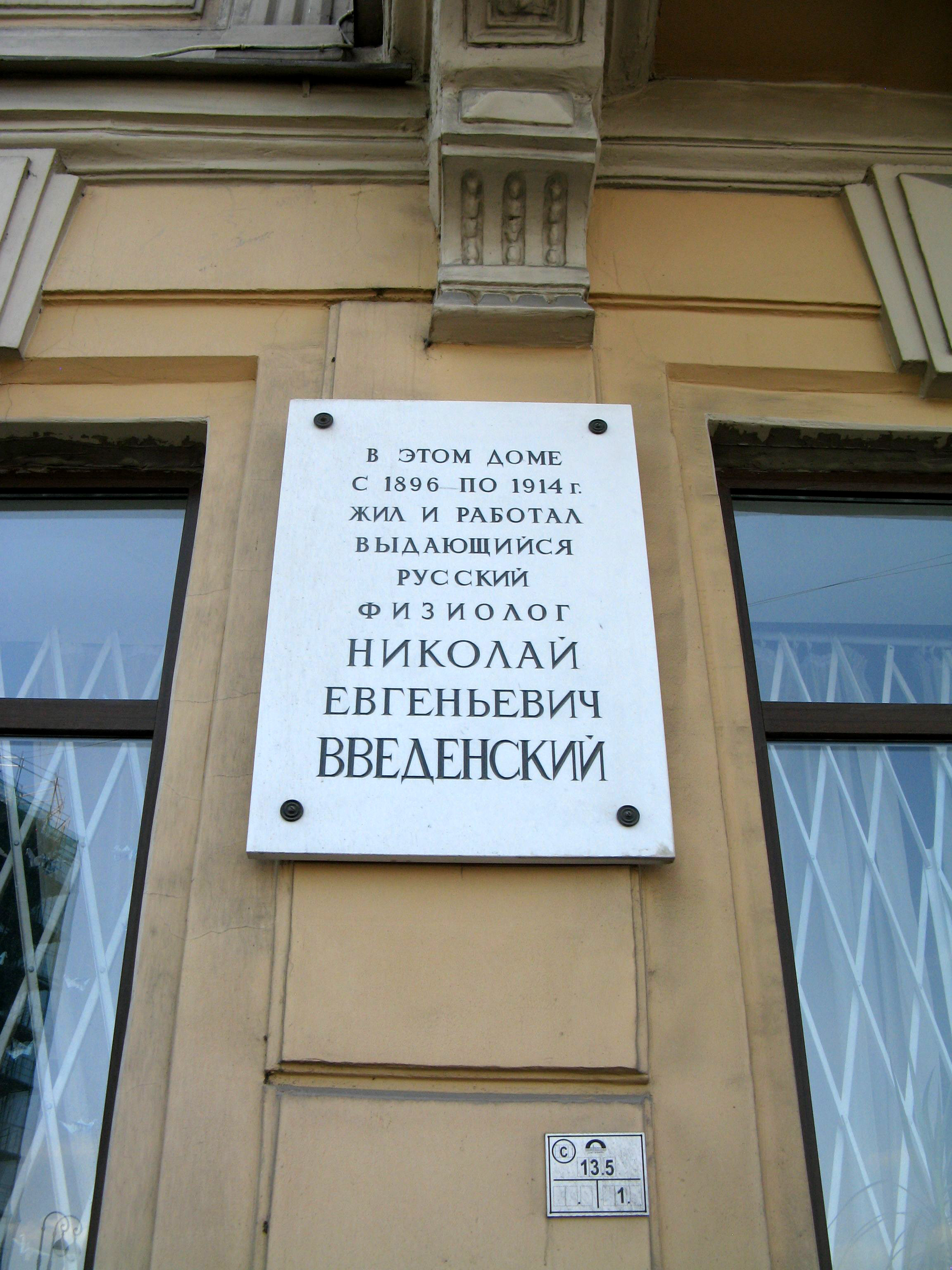
Мемориальная доска на доме в Волховском переулке

Первая работа Н. Е. Введенского «О влиянии света на кожную чувствительность» («Bull. de l’Acad. de St.-Petersb.», 1879), написанная им ещё в студенческие годы, была удостоена премии в память первого съезда естествоиспытателей. Затем Введенский исследовал иннервацию дыхания («Pfluger’s Archiv», 1881 и 1882 г.). Две его диссертации — «Телефонические исследования над электрическими явлениями в мышечных и нервных аппаратах» (СПб., 1884 г.) и «О соотношениях между раздражением и возбуждением при тетанусе» (СПб., 1886 г.; последний труд удостоен большой золотой медали от Академии наук) — и ряд статей, напечатанных преимущественно в «Записках Академии наук» им и лицами, работавшими под его руководством, посвящены, главным образом, применению телефона к изучению животного электричества, установлению нового взгляда на ритмический характер волевого сокращения, доказательству неутомляемости нерва (факт, сначала встреченный недоверием, но потом подтверждённый иностранными физиологами), исследованию перехода от возбуждения к торможению при действии раздражителей.
Полное собрание сочинений Н. Е. Введенского в 7 томах было издано в 1951—1963 годах.

## Адреса в Санкт-Петербурге
- 1893—1895 — Малая Морская улица, 5;[6]
- 1895—1896 — Вознесенский проспект, 6;
- 1896—1914 — доходный дом купцов Елисеевых — Васильевский остров, Волховский переулок, д. 2 (дом в плане имеет форму неправильного четырёхугольника, другие его адреса: Биржевая линия, д. 18; Биржевой переулок, дом № 1; Набережная Макарова, д. 10);
- 1914—1922 — Набережная Макарова, 22 / Кадетская линия, 31.

## Память
- На доме по адресу Васильевский остров, линия Биржевая, 18 в 1955 году была установлена мемориальная доска[7].

- В 2015 году в селе Шуйском Междуреченского района открыт памятник Н. Е. Введенскому, установленный в сквере на углу улиц Советской и Октябрьской, который носит имя Николая Введенского[8].